# Anzenberg (Ybbstaler Alpen)
Der Anzenberg ist ein 712 m ü. A. hoher Berg in den nördlichen Ausläufern der Ybbstaler Alpen östlich von Randegg in Niederösterreich.
Der Berg, auch Mitterberg genannt, wird im Südwesten und Nordwesten von der Kleinen Erlauf umflossen und gegen Osten hin vom Ewixenbach entwässert. Während er im Norden und Osten der Gemeinde Randegg zugerechnet wird, befindet sich der Hauptteil im Gemeindegebiet von Gresten-Land. Am Anzenberg befand sich früher das namensgebende Gehöft Anzenberg. Über den Anzenberg führt eine Straßenverbindung, die nördlich von Randegg aus der Landesstraße L96 abzweigt, vor dem Anzenberg auf beinahe 700 m ü. A. ansteigt und bei Weidach (westlich von Gresten) in die Grestner Straße mündet. Diese Straße erschließt die zahlreichen Gehöfte an der Südflanke des Anzenberges, auf denen hauptsächlich Viehwirtschaft betrieben wird.